# Área natural protegida Punta Bermeja
El Área natural protegida Punta Bermeja es una reserva  ubicada sobre la costa atlántica de la provincia de Río Negro a unos 45 km de la ciudad de Viedma, departamento Adolfo Alsina, en la Patagonia argentina. Desde el punto de vista fitogeográfico, la porción terrestre corresponde a la ecorregión de monte de llanuras y mesetas.

## Características generales
La reserva se extiende sobre una superficie de unas 1900 ha. de las que 600 ha. son terrestres, aproximadamente en la posición 41°10′S 63°05′O / -41.167, -63.083.
Fue creada inicialmente en el año 1971, mediante la ley provincial 898 y sus límites actuales se establecieron mediante el Decreto 1862 del año 2005. El objetivo de creación fue la preservación de especies y diversidad genética, específicamente lobos marinos de un pelo (Otaria flavescens), que en gran número se encuentran en el lugar.
El plan de manejo de esta reserva propone crear dentro de ella una zona intangible, destinada a usos científicos, una zona de uso restringido, equivalente a un paisaje protegido y una tercera zona de usos múltiples, donde podrían tener lugar diferentes actividades humanas de modo regulado.
La reserva está caracterizada por una línea de costa formada por acantilados de hasta los 70 m de altura, cuyas paredes presentan acumulaciones fósiles prácticamente expuestas. En la base de los acantilados las playas de arena son de ancho variable y en algunos sectores aparecen plataformas o superficies planas pétreas, en algunos casos con depresiones que forman pequeñas piletas que quedan sumergidas en la pleamar.

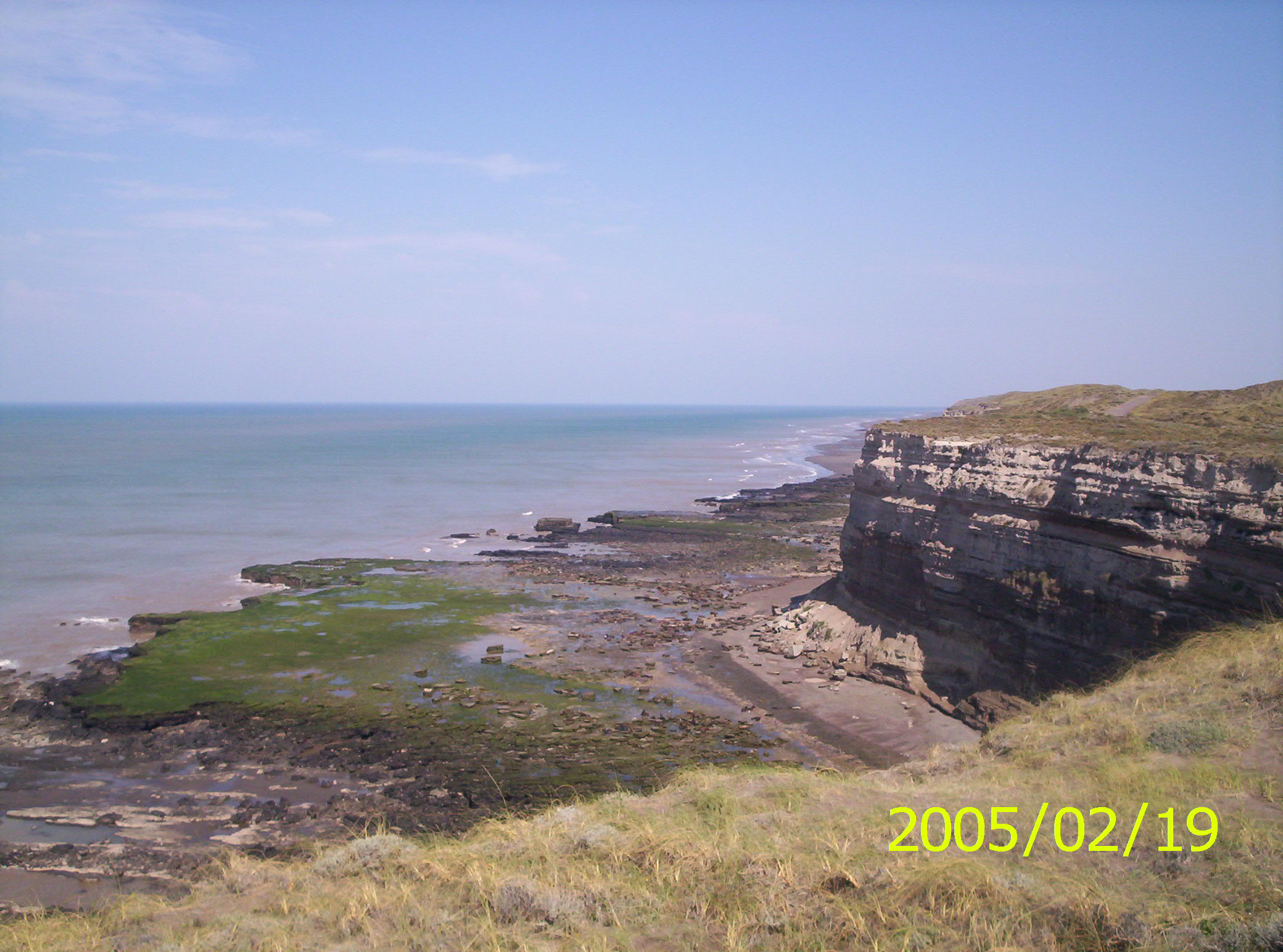
Playa de los acantilados de la Lobería, provincia de Río Negro

## Flora
La cobertura vegetal incluye especies adaptadas a las condiciones de salinidad de los suelos, aridez y fuerte exposición al viento. Desde el borde de los acantilados hacia el interior, existe una formación de dunas donde se encuentran ejemplares de olivillos (Hyalis argentea) y unquillos (Sporobolus rigens) que hacia el interior ceden el espacio a jarillas (Larrea divaricata) y piquillines (Condalia microphylla).

## Fauna

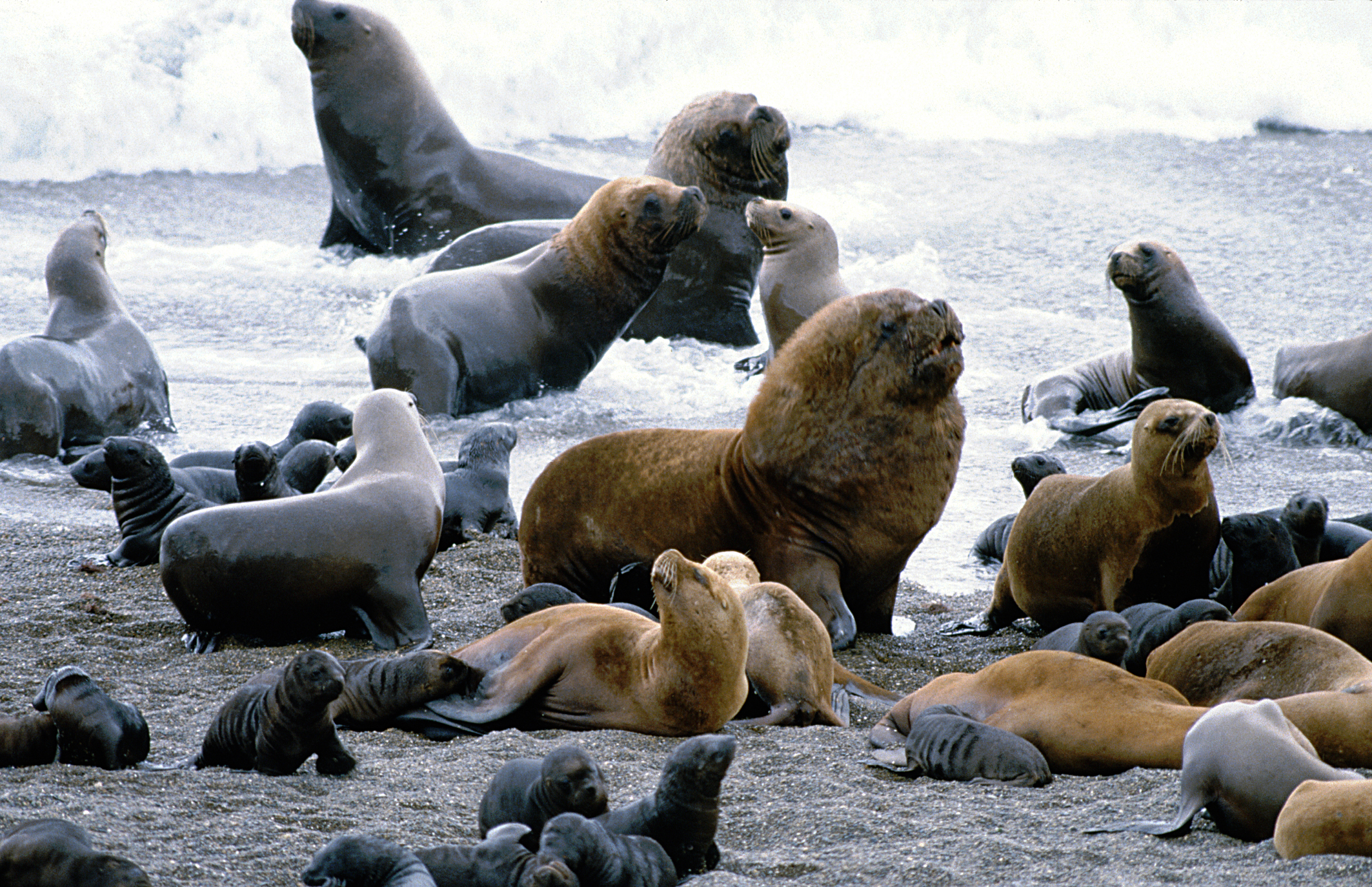
Grupo de lobos marinos de un pelo (Otaria flavescens).

La reserva fue creada con el objetivo específico de proteger una importante colonia de lobos marinos de un pelo (Otaria flavescens), posiblemente una de las más destacadas del litoral atlántico argentino por el número de individuos y su permanencia. Los lobos marinos de un pelo, aunque en grado menor que otras especies del mismo género, fueron perseguidos durante siglos a causa del valor comercial de su piel.

Con cierta frecuencia suele observarse la presencia de elefantes marinos del sur (Mirounga leonina), lobos marinos de dos pelos o lobos finos patagónicos (Arctocephalus australis) y solo ocasionalmente leopardos marinos (Hydrurga leptonyx), focas cangrejeras (Lobodon carcinophagus) y focas de Weddel (Leptonychotes weddellii).

En las aguas cercanas a la costa se observan con frecuencia toninas (Tursiops truncatus), orcas (Orcinus orca) y en aguas más profundas ballenas francas (Eubalaena australis).
Las zonas donde predomina el ambiente de monte son el hábitat de reptiles como los matuastos (Phymaturus) y las yararás ñatas (Bothrops ammodytoides) que comparten el espacio con algunos mamíferos como cuises chicos (Microcavia australis), maras (Dolichotis patagonum), peludos (Chaetophractus villosus), vizcachas (Lagostomus maximus), entre otros.
Las aves están ampliamente representadas. Entre las especies de hábitat costero se han registrado ejemplares de gaviota capucho café (Chroicocephalus maculipennis), gaviota cocinera (Larus dominicanus), gaviotín sudamericano (Sterna hirundinacea), gaviotín real (Thalasseus maximus), petrel gigante común (Macronectes giganteus), petrel barba blanca (Procellaria aequinoctialis) y cormorán imperial	(Phalacrocorax atriceps). En las paredes verticales de los acantilados existen importantes colonias de loros barranqueros (Cyanoliseus patagonus).

En las áreas más distantes de la línea de mareas, se han registrado varias especies de pájaros cantores como la calandria grande (Mimus saturninus), el yal carbonero (Phrygilus carbonarius), el cortarramas (Phytotoma rutila) y la tijereta (Tyrannus savana), entre muchos otros.

## Paleontología
En la parte superior de los acantilados se obsevan estratos de cenizas volcánicas y suelos fósiles o paleosuelos donde se han producido hallazgos importantes de fósiles de grandes mamíferos, cuya datación los ubica en la edad mamífero montehermosense. Se han encontrado una serie de huellas de perezosos terrestres, asignados al superorden Xenarthra y varias series de huellas de aves de distintas tallas datadas en una antigüedad de entre 7 y 4 millones de años.